# Ramblin' Jack Elliott
Elliott Charles Adnopoz est un auteur-compositeur et interprète folk américain, né le 1er août 1931. Le surnom de Jack Elliott (Ramblin qui signifie « errant », ou « qui se balade ») ne lui vient pas de ses habitudes d'errant, de voyageur, mais de son habitude à raconter un tas d'histoires sans forcément qu'il y ait quelque rapport avec l'objet de la question posée ; parfois même, il va jusqu'à ne pas répondre à la question, qui doit alors être reposée, parfois en vain.

## Biographie
Originaire de Brooklyn, quartier de New York, Elliott a grandi dans la tradition juive de sa famille,. Désireux de devenir cow-boy, inspiré par les rodéos auxquels il assistait au Madison Square Garden pendant sa jeunesse, il est poussé par ses parents à devenir médecin comme son père. Il refuse et quitte le domicile familial à l'âge de 15 ans pour rejoindre une école de rodéo célèbre à cette époque, la J.E. Rodeo sur les rives du fleuve Mississippi. Il voyage en Nouvelle-Angleterre, poursuivi par ses parents, et c'est pendant une tournée de trois mois qu'il rencontre pour la première fois un cowboy de show, qui chantait, jouait de la guitare et du banjo. Forcé de retourner chez lui, Elliott apprend seul à jouer de guitare, et donne des représentations itinérantes pour subsister. Il eut Woody Guthrie pour maître, avec qui il vécut en étudiant et observateur. Il rencontre bientôt Derroll Adams, avec qui il effectue des tournées en Europe, notamment en Angleterre, où il fait grande impression. Vers 1960, il a déjà enregistré trois albums (sous le label Topic). Vivant au jour le jour de pubs en clubs londoniens, se bâtissant à son insu une réputation dans les cabarets du West End, il se perfectionne techniquement (tout ce qu'avait appris Elliott fut transmis plus tard à son fils adoptif Arlo Guthrie) et fait un grand effet sur Bob Dylan, alors étudiant d'université. À son arrivée à New York, on appelait parfois Bob Dylan « le fils de Jack Elliott », parce que Elliott avait l'habitude de jouer les chansons de Bob en annonçant « Here’s a song from my son, Bob Dylan ». Elliott a continué comme interprète, troubadour, reprenant et apportant d'anciennes chansons à de nouveaux publics. Elliott a influencé Phil Ochs, et a participé à ses albums en tant que musicien de sessions, chantant ou jouant de la guitare. Au milieu des années 1970, Elliott a participé à la Rolling Thunder Revue (une tournée de Bob Dylan) et joué la chanson Longheno de Castro dans le film de Dylan Renaldo and Clara, auquel il participa en tant qu'acteur également. On a vu Elliott s'illustrer dans tous les genres, de la musique country au blues, bluegrass ou encore en folk. Son album de 1995, South Coast, lui a valu son premier Grammy award, et il reçut en 1998 la National Medal of Arts (médaille décernée à un artiste en récompense pour sa reconnaissance par le peuple américain). À 75 ans, il a changé de maison de disques, et sorti aussitôt un nouvel album (Not For The Tourists).
En 2009, Elliott sort un album consacré au blues avec des reprises de Blind Lemon Jefferson, Tampa Red et Son House entre autres. Jack fut un des invités à se représenter lors du 65e anniversaire de Derroll Adams, fêté à Courtrai : il y reprend Don't Think Twice, It's All Right de Bob Dylan.

### Film
Joel et Ethan Coen s'inspirent entre autres de sa biographie pour leur film Inside Llewyn Davis.

## Discographie

### Studio
- 1955: Woody Guthrie's Blues
- 1957: Jack Elliot Sings
- 1958: Jack Takes the Floor
- 1958: Ramblin' Jack Elliott in London EMI Records 33 SX 1166 recorded 5/7 November 1958
- 1960: Ramblin' Jack Elliott Sings Songs by Woody Guthrie and Jimmie Rodgers
- 1960: Jack Elliott Sings the Songs of Woody Guthrie
- 1961: Songs to Grow On by Woody Guthrie, Sung by Jack Elliott (Folkways Records)
- 1961: Ramblin' Jack Elliott (Prestige/Folklore)
- 1962: Country Style (Prestige/Folklore)
- 1964: Jack Elliott (Vanguard)
- 1968: Young Brigham (Reprise)
- 1970: Bull Durham Sacks & Railroad Tracks (Reprise)
- 1981: Kerouac's Last Dream (Folk Freak/re-release by Conträr Musik, Germany)
- 1995: South Coast (Red House)
- 1998: Friends of Mine (HighTone)
- 1999: The Long Ride (HighTone)
- 2006: I Stand Alone (ANTI-)
- 2009: A Stranger Here (ANTI-)

### Live
- 1962: Jack Elliott at the Second Fret

### Avec Derroll Adams
- 1957: The Rambling Boys
- 1963: Roll On Buddy
- 1969: Folkland Songs
- 1969: Riding in Folkland
- 1975: America

### Compilations
- 1963 : Talking Woody Guthrie (Topic)
- 1964 : Muleskinner (Topic)
- 1976 : The Essential Ramblin' Jack Elliott (Vanguard)
- 1989 : Hard Travelin' (reissue of Jack Elliott Sings the Songs of Woody Guthrie and Ramblin' Jack Elliott)
- 1989 : Talking Dust Bowl: The Best of Ramblin' Jack Elliott
- 1990 : Ramblin' Jack Elliott, Spider John Koerner, U. Utah Phillips: Legends of Folk (Red House)
- 1990 : Jack Elliott Plus / Jack Elliott
- 1995 : Me and Bobby McGee (reissue of Young Brigham and Bull Durham Sacks & Railroad Tracks)
- 1995 : Jack Elliott: Ramblin' Jack, The Legendary Topic Masters
- 1999 : Ramblin' Jack Elliott: Early Sessions
- 2000 : Best of the Vanguard Years
- 2004 : The Lost Topic Tapes: Cowes Harbour 1957
- 2004 : The Lost Topic Tapes: Isle of Wight 1957
- 2007 : Vanguard Visionaries